# Алмешел
Алмешел (рум. Almășel) — село у повіті Хунедоара в Румунії. Входить до складу комуни Зам.
Село розташоване на відстані 340 км на північний захід від Бухареста, 44 км на північний захід від Деви, 117 км на південний захід від Клуж-Напоки, 100 км на схід від Тімішоари.

## Населення
За даними перепису населення 2002 року у селі проживали 27 осіб, усі — румуни. Усі жителі села рідною мовою назвали румунську.